# Yahagi (1942)
Pour les articles homonymes, voir Yahagi (croiseur).
Le Yahagi (矢矧) était un croiseur léger de classe Agano en service dans la Marine impériale japonaise pendant la Seconde Guerre mondiale. Le navire est baptisé sous le nom du fleuve Yahagi, situé dans la préfecture de Nagano, au Japon.

## Historique

### Début de carrière
Sa quille est posée le 11 novembre 1941 à l'arsenal naval de Sasebo, il est lancé le 25 octobre 1942 et est achevé le 29 décembre 1943. À sa mise en service, il devient navire amiral de la 10e escadre de destroyers de la 3e flotte. En février 1944, il est envoyé à Singapour pour sa formation. Il appareille de Singapour le 20 février 1944, escortant les porte-avions Shokaku, Zuikaku et le croiseur lourd Chikuma. Le groupe atteint les îles Lingga le même jour.
En mai, le Yahagi quitte Singapour pour Tawi-Tawi avec les porte-avions Taihō, Zuikaku et Shōkaku et les croiseurs Myōkō et Haguro dans le cadre de la "Première force aérienne" de l'Amiral Jisaburo Ozawa pour s'opposer à la Fifth Fleet américaine lors de la "bataille décisive" de Saipan. Le Yahagi commandait les Asagumo, Urakaze, Isokaze, Tanikaze, Wakatsuki, Hatsuzuki, Akizuki et Shimotsuki.

### Batailles dans les Philippines
La bataille de la mer des Philippines débute le 19 juin 1944. La « première force de frappe de porte-avions » attaque la Task Force 58 de l'USN. Le Yahagi s'en échappe indemne. Il sauve avec l'Urakaze 570 hommes d'équipage du porte-avions Shōkaku après avoir été torpillé par l'USS Cavalla.
Après un réaménagement en cale sèche à l'arsenal naval de Kure, le croiseur reprend la mer le 8 juillet 1944 avec des troupes à son bord et de nombreux cuirassés, croiseurs et destroyers. Le groupe atteint Singapour via Manille.
Le Yahagi participe à la bataille du golfe de Leyte en octobre 1944, où il réussit à éviter toutes les attaques et sort indemne de la bataille.

### La fin de la Marine impériale japonaise

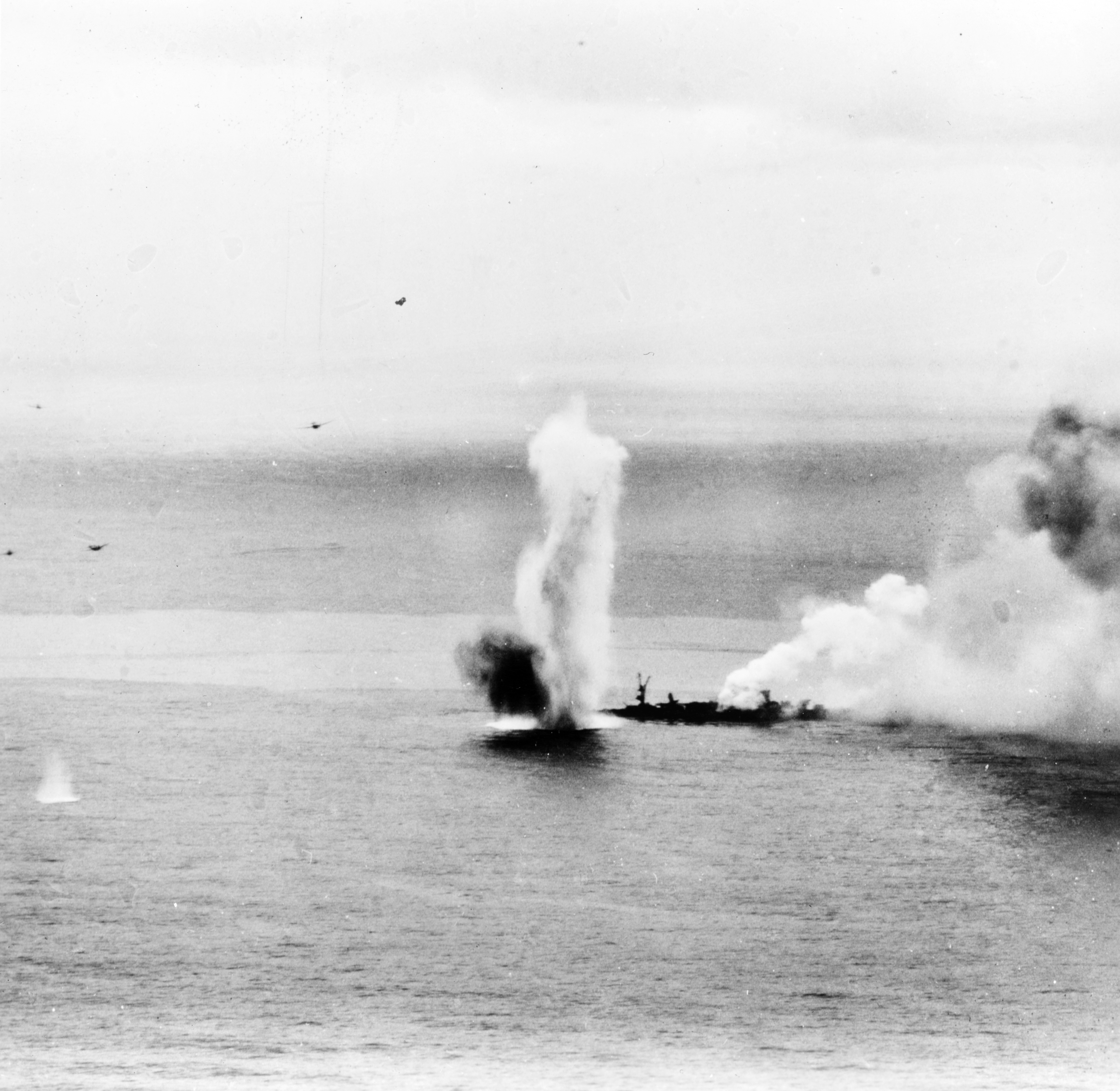
Le Yahagi sous le feu allié durant l'opération Ten-Go.

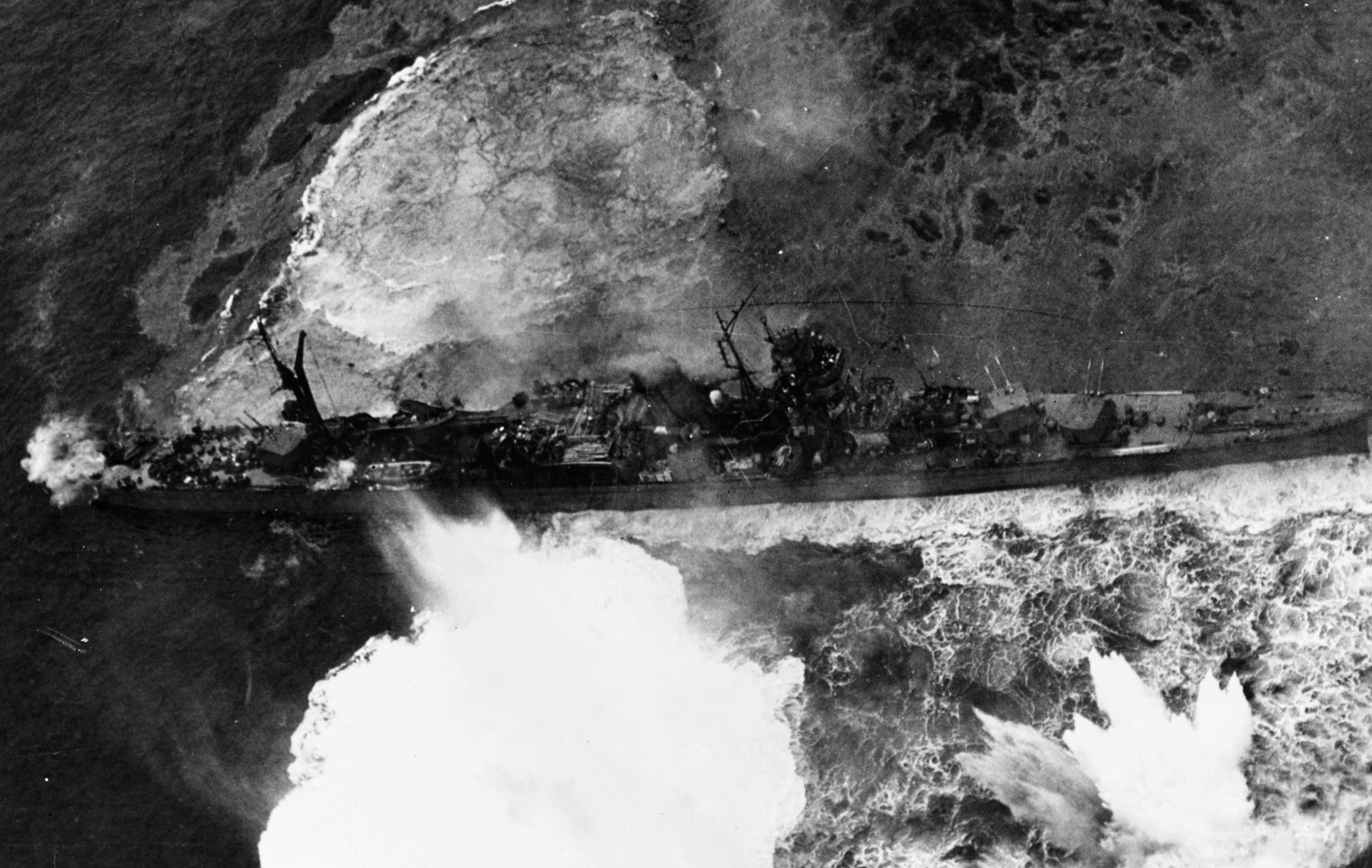
Le Yahagi esquivant les bombes aériennes.

Afin de se prémunir des raids aériens, le croiseur appareille de Brunei, pour les îles Pratas, le 8 novembre 1944 à 03 h 00. Il escorte les cuirassés Haruna, Kongo, Yamato et Nagato, accompagné des destroyers Hamakaze, Isokaze, Urakaze et Yukikaze. Le groupe arrive à Manille le 9 novembre, dans la nuit et repart le 10 novembre pour Brunei. L'escadre est renforcée du croiseur lourd Ashigara. Les navires atteignent Brunei le 11 novembre, après une feinte de destination au passage du détroit de Balabac. Le 16 novembre, le 10e escadron de destroyers est dissoute et le Yahagi est désigné vaisseau amiral du nouveau 2e escadron de destroyers de l'amiral Keizō Komura. Le même jour, il part pour le Japon en escortant les cuirassés Kongo, Yamato et Nagato, accompagné des destroyers Hamakaze, Isokaze, Kiri, Ume, Urakaze et Yukikaze. Le 21 novembre, dans le détroit de Formose, l'escadre est attaquée par l'USS Sealion. Les Kongo et Urakaze sont coulés pendant l'attaque et le reste du groupe rallie Sasebo le 24 novembre (ou Kure le 23 novembre selon une autre source). Le croiseur patrouille dans les eaux intérieures japonaises jusqu'en mars 1945.
Le 6 avril 1945, le Yahagi fait partie des navires réquisitionnés pour l'opération Ten-Go, opération d'attaque contre la force d'invasion américaine d'Okinawa. Il escorte le cuirassé Yamato en tant que navire-amiral du 2e escadron de destroyers, accompagné des destroyers Asashimo, Fuyutsuki, Hamakaze, Hatsushimo, Isokaze, Kasumi, Suzutsuki et Yukikaze.
À 12 h 20 le 7 avril 1945, en sortant du détroit de Bungo à 18 nœuds, l'escadre est signalée par les sous-marins USS Threadfin et USS Hackleback. La force du Yamato est attaquée par des vagues de 386 avions (180 chasseurs, 75 bombardiers, 131 torpilleurs) de la Task Force 58.

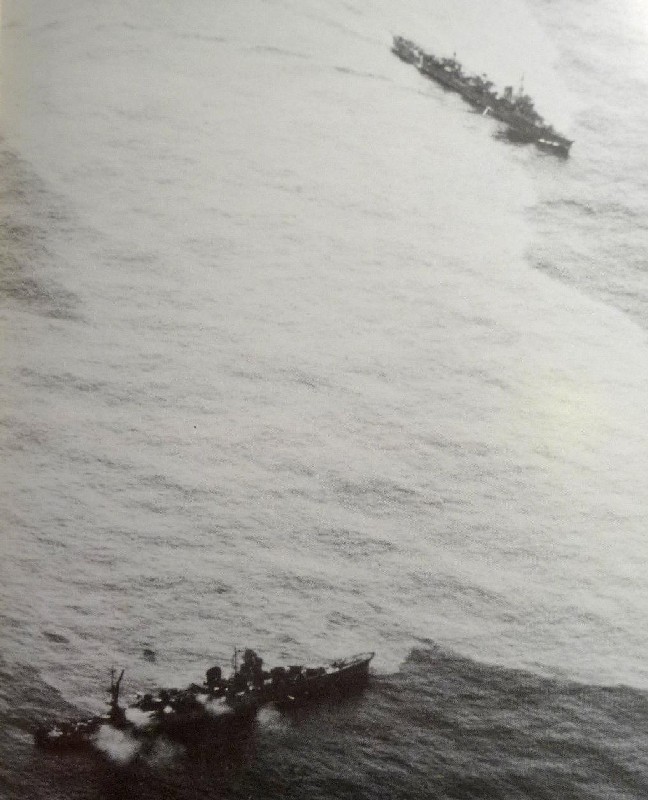
Le Yahagi immobilisé; le destroyer Isokaze tente de se rapprocher pour secourir des survivants.

À 12 h 46, lors de la première vague, une torpille frappe le Yahagi dans sa salle des machines, tuant l'ensemble de l'équipe de l'ingénierie et l'amenant à un arrêt complet. Dérivant, le navire est frappé par au moins six torpilles et 12 bombes. L'Isokaze, tentant de lui venir en aide, est fortement endommagé puis coulé un peu plus tard. Le Yahagi chavire vers son côté tribord et coule à 14 h 05, à la position géographique 30° 47′ N, 128° 08′ E. 445 hommes d'équipage décèdent dans ce naufrage. Le contre-amiral Keizō Komura, et le capitaine Tameichi Hara (en), commandant du croiseur, sont parmi les survivants sauvés par les Hatsushimo et Yukikaze.
Le Yahagi est rayé des listes de la marine le 20 juin 1945.